# Istiblennius colei
Istiblennius colei är en fiskart som först beskrevs av Herre, 1934.  Istiblennius colei ingår i släktet Istiblennius och familjen Blenniidae. IUCN kategoriserar arten globalt som livskraftig. Inga underarter finns listade i Catalogue of Life.